# NGC 5401
NGC 5401 је спирална галаксија у сазвежђу Ловачки пси која се налази на NGC листи објеката дубоког неба.
Деклинација објекта је + 36° 14' 17" а ректасцензија 13h 59m 43,5s. Привидна величина (магнитуда) објекта NGC 5401 износи 13,7 а фотографска магнитуда 14,6. NGC 5401 је још познат и под ознакама UGC 8916, MCG 6-31-40, CGCG 191-28, PGC 49810.